# Magyar tulipán
A magyar tulipán vagy al-dunai tulipán (Tulipa hungarica) endemikus tulipánfaj a Vaskapu-szorosban és környékén.
Borbás Vince írta le először 1882-ben, – Rapaics Raymund a növény felfedezőjeként „Rochel Antal”-t nevezi meg 1835-ben, – mikor ez a vidék az Osztrák–Magyar Monarchia területét képezte.
Jelenleg védett növény a romániai Mehedinți megyében, Szörényvárhoz (románul Drobeta-Turnu Severin) közel eső vidéken, a Kazán-szorosban (románul Cazanele Dunării) és a Vaskapu-szorosban (románul Porțile de Fier 1). A 40–50 cm magas növény nehezen megközelíthető helyen, a Ciucarul Mare meredek sziklái között él. Virága sárga színű, áprilisban virágzik. A növény neve románul laleaua de Cazane vagy laleaua bănăţeană.
1906-ban az akkor a magyar termékek védelmére és népszerűsítésére alakult Tulipánkert-mozgalom jelképévé lett.

## Alfajok
- Tulipa hungarica subsp. hungarica
- Tulipa hungarica subsp. undulatifolia

Hullámos levélszélű, illatos virágú, lilás portokú alfaj, mely a romániai Rezervaţia Naturală Valea Oglănicului természetvédelmi rezervátumban fordul elő. A növény román neve laleaua de Banat. Ritkább és szigorúbban védett, mint a típusalfaj.